# آریسوگاوا نو میا

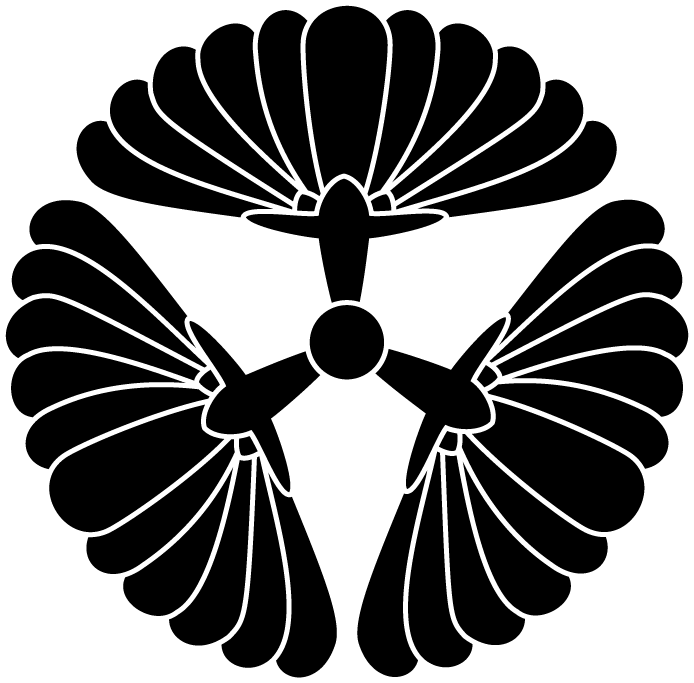
نشان گروه آریسوگاوا نو میا

آریسوگاوا نو میا (به ژاپنی: 有栖川宮 Arisugawa-no-miya) یک شاخه از دودمان یاماتو در ژاپن که این خاندان در صورت از بین رفتن خط اصلی، تا سال ۱۹۴۷ واجد شرایط رسیدن به تخت پادشاهی ژاپن بودند.